# Franck Riester
Pour les articles homonymes, voir Riester.
Franck Riester, né le 3 janvier 1974 à Paris 15e, est un homme politique français.
Il est initialement membre de l'Union pour un mouvement populaire puis des Républicains, dont il est exclu en 2017 en raison de son rapprochement avec la majorité d'Emmanuel Macron. Il devient alors l'un des membres fondateurs du parti Agir, dont il prend la présidence en 2018.
Entre 2007 et 2018, il est député de la cinquième circonscription de Seine-et-Marne. En 2017, il participe a la création du groupe UDI, Agir et indépendants à l'Assemblée nationale, dont il prend la présidence. Il est par ailleurs maire de Coulommiers de 2008 à 2017 et président de la communauté de communes du Pays de Coulommiers de 2013 à 2017.
Il est nommé en 2018 ministre de la Culture dans le second gouvernement Édouard Philippe. Son parti rejoint à cette occasion la majorité présidentielle.
En 2020, après la nomination de Jean Castex au poste de Premier ministre, il est nommé ministre délégué chargé du Commerce extérieur et de l’Attractivité. En 2022, il est nommé ministre délégué chargé des Relations avec le Parlement dans le gouvernement Élisabeth Borne. Lors de la deuxième vague de nominations du gouvernement de Gabriel Attal, il retrouve le poste de ministre délégué au Commerce extérieur et à l'Attractivité, élargi à la Francophonie et aux Français de l’étranger, un poste qu'il occupera jusqu'au 21 septembre 2024.

## Biographie
Franck Riester est le fils d'un concessionnaire automobile et d'une monitrice d'auto-école.

### Formation
Il fait ses études à l'Institut supérieur de gestion, et obtient un master spécialisé de management urbain, délivré par l'École supérieure des sciences économiques et commerciales (ESSEC), en 1998. 

### Carrière professionnelle
Il commence sa carrière professionnelle au sein d’un grand groupe d’audit, Arthur Andersen, où il a Éric Woerth comme supérieur ; il se consacre ensuite au développement de la concession automobile familiale (Riester SA) fondée par son grand-père. Le groupe Riester, qui détient plusieurs concessions automobiles, est dirigé aujourd’hui par Nicolas Bouyer, associé de Franck Riester,.

### Parcours politique

#### Élu local
Jeune militant au RPR en Seine-et-Marne, il est repéré par Guy Drut, député-maire de Coulommiers. En 1995, à 21 ans, Franck Riester est élu au conseil municipal de Coulommiers, sur la liste de Guy Drut, et devient quelques semaines plus tard, lorsque Guy Drut est nommé ministre de la Jeunesse et des Sports, conseiller municipal délégué à la jeunesse. En 2001, il est élu adjoint au maire, chargé des finances, et devient vice-président de la communauté de communes de la Brie des Templiers.[réf. nécessaire]
Il monte sa propre liste pour les élections municipales de 2008 de Coulommiers, au nez et à la barbe de son mentor, Guy Drut. Guy Drut dira « J'ai la certitude d'avoir été trahi ». D'ailleurs pour les élections législatives de 2012 et la bataille pour le siège de la 5e circonscription, Guy Drut soutiendra Fabien Vallée (divers droite) et dira de Franck Riester : « je n'ai pas confiance en Franck Riester » .
À l'issue des élections municipales de 2008, la liste « Ensemble pour Coulommiers » qu’il conduit l'emporte avec 54,8 % des voix. Franck Riester est ainsi élu maire de Coulommiers par le nouveau conseil municipal le 15 mars 2008.
En application du schéma départemental de coopération intercommunale, la communauté de communes de la Brie des Templiers (qui regroupait plusieurs communes de la vallée du Grand Morin autour de Coulommiers) et la communauté de communes Avenir et développement du secteur des Trois Rivières (qui regroupait des communes rurales de la vallée de l'Aubetin, au sud de Coulommiers) fusionnent le 1er janvier 2013, donnant naissance à la communauté de communes du Pays de Coulommiers. Franck Riester en est élu président le 14 janvier suivant.[réf. nécessaire]
Le 23 mars 2014, face à une liste Front national et deux listes de gauche, Franck Riester l'emporte une nouvelle fois aux élections municipales à Coulommiers, avec 67 % des voix au premier tour, ce qui lui permet d'être réélu par le nouveau conseil municipal le 29 mars,. Il est reconduit dans ses fonctions de président de la communauté de communes du Pays de Coulommiers à l'unanimité le 14 avril 2014. Lorsque la communauté de communes fusionne avec celle de la Brie des moulins en janvier 2017, Franck Riester est élu président de la nouvelle intercommunalité avec 44 voix en sa faveur et une abstention.
Il laisse sa place en 2017 à Ginette Motot, privilégiant le mandat de député de la 5e circonscription. Il laisse ensuite son siège de député à Patricia Lemoine pour entrer au gouvernement en tant que ministre de la Culture.
Alors qu'il est ministre de la Culture, Franck Riester annonce qu'il est tête de liste à Coulommiers pour les élections municipales de mars 2020, mais qu'en cas de victoire, il restera au gouvernement et confiera le rôle de maire à Laurence Picard.

#### Député
À la suite de la décision de Guy Drut de ne pas se représenter aux élections législatives de 2007, l’UMP investit Marie-Claire Carrère-Gée, secrétaire générale adjointe de l'Élysée. Face à ce « parachutage », des élus locaux soutiennent la candidature de Franck Riester dans la cinquième circonscription de Seine-et-Marne,. Marie-Claire Carrère-Gée choisit finalement de se retirer, laissant la place à Franck Riester. Le 17 juin 2007, il est élu député pour la XIIIe législature avec 58,95 % des suffrages face à la socialiste Marie Richard,, après avoir rassemblé 48,58 % des voix au premier tour. Lors de la séance du mardi 26 juin 2007, durant laquelle se tient l'élection du président de l'Assemblée nationale, Franck Riester est l'un des six secrétaires de séance, étant l'un des benjamins du Parlement,. Il est également le benjamin du groupe UMP pour cette législature.
Franck Riester est candidat à un deuxième mandat de député lors des élections législatives de 2012 sous l'étiquette UMP (qui deviendra Les Républicains en 2015). Il arrive en tête du premier tour avec 37,2 % des suffrages, devant la maire socialiste de Mouroux Élisabeth Escuyer (31,4 %) et le frontiste Robert Claus (18,2 %). Le 17 juin 2012, Franck Riester est réélu pour la XIVe législature avec 55,98 % des voix face à Élisabeth Escuyer. Il est membre de la Commission des affaires culturelles et de l'éducation de l'Assemblée nationale.
Candidat à sa réélection lors des élections législatives de 2017, il l'emporte et adhère le 20 juin au groupe Les Républicains constructifs, UDI et indépendants, dont il devient l'un des co-présidents.
Dès son premier mandat parlementaire, Franck Riester est nommé rapporteur du projet de loi Hadopi 1 et Hadopi 2. De décembre 2009 à décembre 2015, il est membre du collège de l'Hadopi . Marcel Rogemont lui succède, nommé à son tour par le Président de l'Assemblée nationale.
Sur les questions culturelles, il remet, le 3 octobre 2011, au ministère de la Culture, un rapport sur la « création musicale et diversité à l’ère numérique ». Écrit notamment avec Alain Chamfort et Daniel Colling, ce rapport préconise la création d’un Centre national de la musique pour notamment rationaliser les dispositifs d’aide existants. Il évalue le supplément d’aides nécessaires à 95 millions d'euros qui pourrait être financé par un prélèvement sur la taxe sur les services de télévision (TST). Il prend notamment position en faveur d'un rassemblement des sociétés de l'audiovisuel public en un groupe unique, dès la rentrée 2015 . Franck Riester est par ailleurs désigné membre de la Commission ad hoc de réflexion et de propositions sur le droit et les libertés à l'ère numérique installée par le Président de l'assemblée nationale entre juin 2014 et octobre 2015 .
En juin 2017, il est réélu député face à un candidat Front national.

#### Cadre de l'UMP puis de LR
Franck Riester est responsable des jeunes RPR de Seine-et-Marne pendant ses études. Il est nommé directeur de campagne par Guy Drut pour les élections législatives de 2002.
En 2009, il est le directeur national de la campagne des élections européennes pour la majorité présidentielle à l'UMP. Il occupe la même fonction pour les élections régionales françaises de 2010.
En 2011, il est nommé secrétaire national de l'UMP chargé de la communication, puis intègre la cellule « riposte » de l'UMP en octobre 2011, qui est chargée de défendre le bilan de Nicolas Sarkozy avant son entrée officielle en campagne.
Pendant la campagne pour l'élection présidentielle de 2012, il est porte-parole adjoint de Nicolas Sarkozy.
À l'occasion du congrès de l'UMP de novembre 2012, il apporte son soutien à Jean-François Copé pour l'élection à la présidence du parti et s'engage en faveur de la motion « France moderne et humaniste » (FMH), conduite par Jean-Pierre Raffarin, Luc Chatel et Jean Leonetti. Jusqu'alors porte-parole de FMH, il en devient en octobre 2013 le secrétaire général.
En février 2013, dans le cadre de la direction « partagée » entre Jean-François Copé et François Fillon, il devient, comme onze autres personnalités, secrétaire général adjoint de l’UMP, en plus du tenant du poste, Marc-Philippe Daubresse.
Il soutient Bruno Le Maire pour le premier tour de la primaire présidentielle des Républicains de 2016. En septembre 2016, il est nommé avec cinq autres personnalités porte-parole de sa campagne de la primaire. Au second tour, il apporte son soutien à Alain Juppé, qui est battu par François Fillon. Pendant la campagne présidentielle, l’affaire Fillon lui fait retirer son soutien au candidat de la droite.

#### Fondation d’Agir
En mai 2017, à la suite de l'élection d'Emmanuel Macron à l’Élysée, Frank Riester se positionne comme un allié potentiel du nouveau président alors que son ami Bruno Le Maire rejoint le gouvernement Philippe. En juin 2017, réélu député, il refuse de s’opposer de façon systématique au gouvernement et participe à la création du groupe UDI, Agir et indépendants au sein de l'Assemblée nationale. Le 31 octobre 2017, Franck Riester est exclu du parti Les Républicains, envers lequel il se montrait de plus en plus critique. En novembre 2017, il participe à la création du parti Agir, dont il prend la présidence l’année suivante[réf. nécessaire].

#### Ministre de la Culture
Dans le cadre du remaniement du 16 octobre 2018, Franck Riester est nommé ministre de la Culture, remplaçant Françoise Nyssen. Le journaliste Laurent de Boissieu estime alors que « de par ses votes parlementaires – pour la déclaration de politique générale d’Édouard Philippe en juillet 2017 puis pour le budget 2018 –, Franck Riester avait déjà rallié la majorité ».
En septembre 2019, il annonce un projet de réforme de l'audiovisuel public visant à créer une société mère, baptisée « France Médias », regroupant France Télévisions, Radio France, France Médias Monde (RFI et France 24) et l’INA,. Il annonce également le lancement d'une nouvelle autorité administrative indépendante, l’Autorité de régulation de la communication audiovisuelle et numérique (ARCOM), qui serait le résultat d’une fusion entre le Conseil supérieur de l'audiovisuel (CSA) et de l'Hadopi. Il prévoit également la mise en place d'une troisième coupure pub pour les films durant plus de 90 minutes.
Alors ministre de la Culture, Franck Riester annonce qu'il est tête de liste à Coulommiers pour les élections municipales de mars 2020, mais qu'il restera au gouvernement en cas de victoire et confiera le rôle de maire à Laurence Picard.
Le 9 mars 2020, il devient le premier membre du gouvernement français à être diagnostiqué positif au coronavirus de la Covid-19, au cours de la pandémie de 2019-2020.

#### Ministre chargé du Commerce extérieur et de l'Attractivité

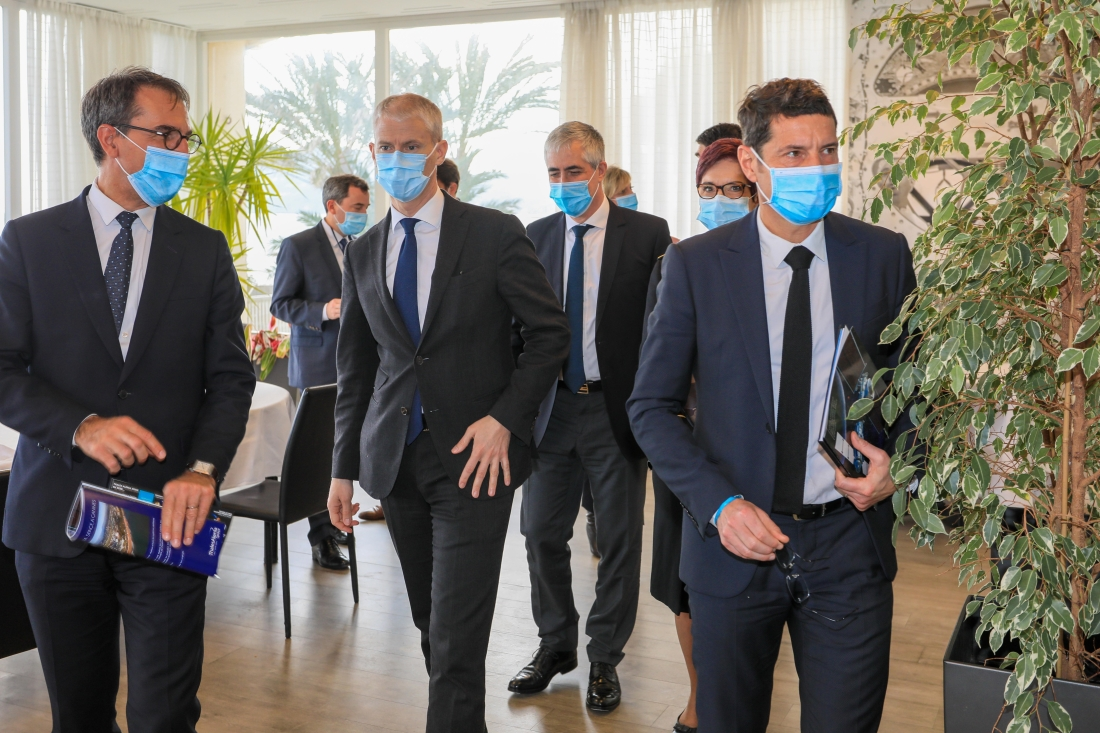
21 janvier 2021, Franck Riester, ministre délégué chargé du Commerce extérieur, visite le Centre spatial de Cannes - Mandelieu.
De gauche à droite : Hervé Derrey, PDG de Thales Alenia Space ; Franck Riester ; Éric Imbert, vice-président de Thales Alenia Space, en charge de l’international ; Anne Frackowiak-Jacobs, sous-préfète de Grasse et David Lisnard, maire de Cannes.

Le 6 juillet 2020, après la nomination de Jean Castex au poste de Premier ministre, il est nommé ministre délégué chargé du Commerce extérieur et de l’Attractivité auprès du ministre de l'Europe et des Affaires étrangères, Jean-Yves Le Drian, et laisse son poste de ministre de la Culture à Roselyne Bachelot.
Il est reconduit à son poste dans le gouvernement Borne. En parallèle, en juin 2022, il est réélu député face au candidat du RN avec 53,21 % des voix.

#### Ministre délégué chargé des Relations avec le Parlement
Le 4 juillet 2022, il est nommé ministre délégué chargé des Relations avec le Parlement dans le gouvernement d'Élisabeth Borne.

#### Ministre délégué chargé du Commerce extérieur, de l'Attractivité, de la Francophonie et des Français de l'étranger
Le 8 février 2024, il est nommé ministre délégué chargé du Commerce extérieur, de l'Attractivité, de la Francophonie et des Français de l'étranger dans le gouvernement de Gabriel Attal. Ainsi, il retrouve les compétences liées au commerce extérieur et à l'attractivité mais s'y ajoutent la francophonie et les Français de l'étranger.

#### Retour à la députation
En juin 2024, il est réélu député face à un candidat de l'union de l'extrême droite à 54,40 %. Il n'est pas reconduit dans le gouvernement Michel Barnier et redevient donc député.

### Vie personnelle
En 2011, il est l'un des premiers cadres à droite à rendre publique son homosexualité,,.

## Prises de position
Il se déclare favorable au mariage homosexuel lors d'un débat organisé en 2011 à l'Assemblée nationale,. En décembre 2011, il dit publiquement que son homosexualité « n'est pas un secret », bien que soulignant qu'il refuse de communiquer sur sa vie privée. En janvier 2013, lors de la discussion concernant la loi pour le mariage pour tous discutée à l'Assemblée nationale, Franck Riester est l'un des deux députés UMP, avec Benoist Apparu, à déclarer publiquement qu'il soutient le projet de loi du deuxième gouvernement Jean-Marc Ayrault, et à voter en faveur du projet de loi ouvrant le mariage aux couples de personnes de même sexe. Il se prononce également en faveur de la procréation médicalement assistée (PMA).
Le 23 janvier 2023, dans le cadre du projet de réforme des retraites, il convient que les femmes seront plus pénalisées que les hommes par cette réforme,,,.

## Détail des mandats et fonctions

### Au gouvernement
- 16 octobre 2018 - 6 juillet 2020 : ministre de la Culture
- 6 juillet 2020 - 4 juillet 2022 : ministre chargé du Commerce extérieur et de l’Attractivité
- 4 juillet 2022 - 11 janvier 2024 : ministre délégué chargé des Relations avec le Parlement
- 8 février 2024 - 21 septembre 2024 : ministre délégué chargé du Commerce extérieur, de l’Attractivité, de la Francophonie et des Français de l’étranger

### À l’Assemblée nationale
- depuis le 20 juin 2007 : député pour la 5e circonscription de Seine-et-Marne
- 27 juin 2017 - 16 novembre 2018 : président du groupe UAI (groupe LC jusqu'au 27 novembre 2017)

### Au niveau local
- 18 juin 1995 - 18 mars 2001 : conseiller municipal de Coulommiers (Seine-et-Marne)
- 11 mars 2001 - 16 mars 2008 : vice-président de la communauté de communes de la Brie des Templiers
- 19 mars 2001 - 9 mars 2008 : adjoint au maire de Coulommiers
- 9 mars 2008 - 9 juillet 2017 : maire de Coulommiers
- à partir du 13 février 2010 : président de l'OPH de Coulommiers[62]
- 14 janvier 2013 - 20 juillet 2017 : président de la communauté de communes du Pays de Coulommiers
- à partir du 19 octobre 2015 : président du Syndicat mixte de préfiguration du Parc naturel régional (PNR) de la Brie et des deux Morin
- Président de conseil de surveillance de l'hôpital de Coulommiers[62]

### Au sein de partis politiques
- 3 février 2013 - 30 mai 2015 : secrétaire général adjoint de l'UMP
- 16 septembre 2018 - 17 septembre 2022 : président d’Agir
- depuis le 17 septembre 2022 : secrétaire général délégué de Renaissance

## Synthèse des résultats électoraux

### Élections législatives
| Année | Parti  | Parti      | Circonscription      | 1er tour | 1er tour | 1er tour | 2d tour | 2d tour | 2d tour |
| Année | Parti  | Parti      | Circonscription      | Voix     | %        | Rang     | Voix    | %       | Issue   |
| ----- | ------ | ---------- | -------------------- | -------- | -------- | -------- | ------- | ------- | ------- |
| 2007  |        | UMP        | 5e de Seine-et-Marne | 25 409   | 48,58    | 1er      | 28 789  | 58,95   | Élu     |
| 2012  | 16 419 | UMP        | 5e de Seine-et-Marne | 37,32    | 1er      | 23 168   | 55,98   | Élu     |         |
| 2017  | LR     | 14 343     | 5e de Seine-et-Marne | 39,92    | 1er      | 20 523   | 68,89   | Élu     |         |
| 2022  |        | Agir (ENS) | 5e de Seine-et-Marne | 11 225   | 29,27    | 1er      | 17 949  | 53,21   | Élu     |
| 2024  |        | RE (ENS)   | 5e de Seine-et-Marne | 17 923   | 31,43    | 2e       | 30 038  | 54,40   | Élu     |

### Élections municipales
Les résultats ci-dessous concernent uniquement les élections où il est tête de liste.
| Année | Parti | Parti                 | Commune     | 1er tour | 1er tour | 1er tour | 2d tour | 2d tour | 2d tour | Sièges obtenus | Sièges obtenus |
| Année | Parti | Parti                 | Commune     | Voix     | %        | Rang     | Voix    | %       | Rang    | CM             | CC             |
| ----- | ----- | --------------------- | ----------- | -------- | -------- | -------- | ------- | ------- | ------- | -------------- | -------------- |
| 2008  |       | UMP                   | Coulommiers | 2 411    | 54,81    | 1er      |         |         |         | 26 / 33        |                |
| 2014  | 3 213 | UMP                   | Coulommiers | 66,97    | 1er      |          |         |         | 28 / 33 | 7 / 7          |                |
| 2020  |       | DVC (Agir-LREM-MoDem) | Coulommiers | 1 550    | 58,84    | 1er      |         |         |         | 27 / 33        | 11 / 13        |

## Décorations
- Commandeur de l'ordre des Arts et des Lettres (de droit en tant que ministre de la Culture, 2018)[63].